# Francisco Julio Xavier
Francisco Julio Xavier (Estado do Rio de Janeiro, 16 de fevereiro de 1809 – 8 de dezembro de 1850) foi um médico brasileiro.
Foi eleito membro da Academia Nacional de Medicina em 1832, com o número acadêmico 25.